# Teatr Nowy w Łodzi
Teatr Nowy im. Kazimierza Dejmka w Łodzi – łódzki teatr dramatyczny działający od 1949 roku.
Od 1 września 2024 roku obowiązki dyrektora teatru pełni Marcin Brzozowski.

## Historia teatru

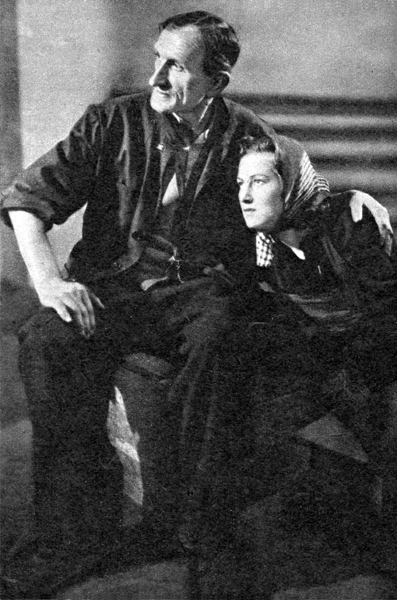
Józef Pilarski i Halina Jabłonowska w sztuce Brygada Szlifierza Karhana, Teatr Nowy w Łodzi (1950)

Zespół Teatru Nowego powstał z inicjatywy młodych wychowanków łódzkiej Wyższej Szkoły Aktorskiej, którzy za cel postawili sobie stworzenie współczesnego teatru politycznego oraz wychowanie socjalistycznego człowieka. Wyłonił się z pracującej metodą Stanisławskiego Grupy Młodych Aktorów, do której należeli Kazimierz Dejmek, Dobrosław Mater, Tadeusz Mierzejewski, Janusz Warmiński, Jerzy Merunowicz, Stanisław Łapiński, Barbara Rachwalska, Bronisława Bronowska, Józef Pilarski, Wojciech Pilarski, Tadeusz Minc i Andrzej Wydrzyński.
Swoją działalność zainaugurował 12 listopada 1949 roku premierą sztuki Vaška Káňi – Brygada szlifierza Karhana w tłumaczeniu Heleny Walickiej i zespołowej reżyserii pod kierunkiem Jerzego Merunowicza. W roli tytułowej wystąpił Józef Pilarski, w pozostałych rolach grali m.in.: Kazimierz Dejmek, Wacław Kowalski, Bohdana Majda, Gustaw Lutkiewicz, Barbara Rachwalska, Janusz Warmiński, Józef Łodyński i Janusz Kłosiński. W pierwszym okresie działalności na repertuar Teatru Nowego składały się reżyserowane zespołowo sztuki socrealistyczne, m.in. „Makar Dubrawa” Aleksandra Korniejczuka (1950) czy „Bohaterowie dnia powszedniego” Évy Mándi (1950). Pierwszym zaprezentowanym na scenie utworem klasycznym, podporządkowanym jednak wymogom socrealistycznej estetyki, był „Horsztyński” Juliusza Słowackiego w reżyserii Janusza Warmińskiego (1951). Początkowo zespół działał pod zespołowym kierownictwem.
Zarządzeniem prezydenta RP Bolesława Bieruta z 17 lutego 1950 Państwowemu Teatrowi Nowemu w Łodzi został nadany Order Sztandaru Pracy II klasy za wysoki poziom artystyczny i ideologiczny.

### Kazimierz Dejmek (1952–1961)
Okres pierwszej samodzielnej dyrekcji Kazimierza Dejmka to przedstawienia wprawdzie polityczne, ale świadczące o odwilży, często przez niego samego reżyserowane. Na scenie Teatru Nowego Dejmek pokazał m.in. „Święto Winkelrieda” Jerzego Andrzejewskiego i Jerzego Zagórskiego oraz „Ciemności kryją ziemię” Jerzego Andrzejewskiego, „Noc listopadową” i „Akropolis” Stanisława Wyspiańskiego, „Łaźnię” Włodzimierza Majakowskiego czy współreżyserowany z Januszem Kłosińskim „Domek z kart” Emila Zegadłowicza. Wystawiając „Żywot Józefa” Mikołaja Reja, „Historyę o chwalebnym Zmartwychwstaniu Pańskim” Mikołaja z Wilkowiecka oraz „Barbarę Radziwiłłównę” Alojzego Felińskiego przywrócił scenie dramat staropolski. Do repertuaru trafiły także „Don Juan” Moliera czy „Nie-Boska komedia” Zygmunta Krasińskiego w reżyserii Bohdana Korzeniewskiego.

### Wojciech Pilarski (1962–1964)
Lata dyrekcji Wojciecha Pilarskiego to w Teatrze Nowym nagradzane inscenizacje klasyki i współczesnego dramatu polskiego i zachodniego. Spektakl „Ten, który dotrzymuje słowa” Alfreda Dias Gomesa w reżyserii Józefa Grudy otrzymał nagrodę podczas III Kaliskich Spotkań Teatralnych, a „Czerwona magia” nagrody I stopnia dla reżysera i scenografa oraz nagrodę za rolę Hieronimusa dla Zygmunta Malawskiego w kolejnej edycji tego samego przeglądu.

### Janusz Kłosiński (1964–1970)
W okresie dyrekcji Janusza Kłosińskiego, przypadającym na drugą połowę lat 60., w Teatrze Nowym dominował repertuar popularny. Widzowie mogli zobaczyć m.in. popularne sztuki Aleksandra Fredry „Pan Geldhab” w reżyserii Stanisława Łapińskiego czy „Damy i huzary” w reżyserii Witolda Zatorskiego, ale także „Życie Galileusza” Bertolda Brechta, „Rewizora” Nikołaja Gogola czy „Życie jest snem” Calderóna.

### Jerzy Zegalski (1970–1974)
Dyrekcja Jerzego Zegalskiego, przypadająca na pierwszą połowę lat 70., to z kolei sztuki współczesne: prapremiery dramatów polskich i obcych jak „Sprawa Dantona” Stanisławy Przybyszewskiej, „Wygnańcy” Jamesa Joyce’a i „Proces o Andersonville” Saula Levitta w reżyserii Jerzego Zegalskiego oraz „Ameryka” Franza Kafki w reżyserii Zygmunta Hübnera.

### Kazimierz Dejmek (1975–1979)
W 1975 roku na stanowisko dyrektora Teatru Nowego powrócił Kazimierz Dejmek. Okres jego drugiej dyrekcji to powrót do dramaturgii polskiej oraz do tematyki politycznej i moralnej, m.in.: widowisko „Dialogus de passione albo żałosna tragedia o męce Chrystusa”, spektakl muzyczny „Cień” Wojciecha Młynarskiego według Eugeniusza Szwarca, „Garbus” Sławomira Mrożka, polityczny dramat „Wielki Fryderyk” Adolfa Nowaczyńskiego, „Operetka” Witolda Gombrowicza i „Sen srebrny Salomei” Juliusza Słowackiego. W tym czasie w Nowym obok Dejmka reżyserowali także m.in.: Bohdan Korzeniewski, Maria Straszewska, Tadeusz Minc, Wojciech Pilarski i Marian Stanisławski.

### Wojciech Pilarski (1980–1986)
Druga dyrekcja Pilarskiego to m.in. premiery „Dam i huzarów” w reżyserii Ludwika Benoi, „Tam i z powrotem” Feliksa Falka w reżyserii Jerzego Hutka, „Rodziny” Antoniego Słonimskiego w reżyserii Edwarda Dziewońskiego, „Szklanej menażerii” Tennessee Williamsa w reżyserii Marka Gaja, wyreżyserowanego przez Stanisława Szymczyka „Człowiek jak człowiek” Brechta oraz „Tanga” Mrożka i „Pierwszego dnia wolności” Leona Kruczkowskiego w reżyserii samego dyrektora naczelnego.

### Jerzy Hutek (1987–1993)
Na okres dyrekcji Jerzego Hutka przypadają premiery m.in. „Teatru czasów Nerona i Seneki” Edwarda Radzińskiego i „Emigrantów” Sławomira Mrożka w reżyserii Krzysztofa Rościszewskiego, farsy „Czego nie widać” Michaela Frayna i „Próby” według Tadeusza Siejaka w reżyserii samego Hutka czy „Bonjour Marcel D.” Jerzego Sitarza w reżyserii Lucyny Mielczarek.

### Remont teatru (1993–1998)
W latach 1993–1998 Teatr Nowy został zamknięty i poddany przebudowie i modernizacji. Działalność artystyczną Dużej Sceny wznowił 10 października 1998 roku premierą „Fausta” Johanna Wolfganga Goethego w reżyserii Zdzisława Jaskuły. Mała Scena została ponownie oddana do użytku dopiero w 2001 roku.

### Zdzisław Jaskuła (1997–1999)
W czasie pierwszej dyrekcji Zdzisława Jaskuły w Teatrze Nowym zrealizowany został spektakl „Faust” Goethego w jego adaptacji i reżyserii.

### Grażyna Wasilewska (1999–2002)
W 1999 roku dyrekcję Teatru Nowego objęła Grażyna Wasilewska, wcześniej zastępczyni Zdzisława Jaskuły. W tym czasie na scenie Teatru Nowego można było zobaczyć m.in. „Kadisz” Grigorija Gorina w reżyserii Remigiusza Brzyka, „Głód” Knuta Hamsuna w reżyserii Pawła Miśkiewicza, „Robinsona Crusoe” Daniela Defoe w reżyserii Ondreja Spisaka, „Śluby panieńskie” Fredry w reżyserii Ireneusza Janiszewskiego, uhonorowany nagrodą Srebrnej Łódki „Sen pluskwy” Tadeusza Słobodzianka w reżyserii Kazimierza Dejmka, „Kurkę wodną” Witkacego i „Beztlenowce” Ingmara Villqista w reżyserii Łukasza Kosa oraz „Króla Leara” Szekspira w reżyserii Mikołaja Grabowskiego (2000). Od września 1999 roku do stycznia 2002 Grabowski pełnił funkcję dyrektora artystycznego. W ramach obchodów 50-lecia teatru w 1999 roku wyreżyserował „Proroka Ilję” Tadeusza Słobodzianka. Spektakl otrzymał Grand Prix w Konkursie na Wystawienie Polskiej Sztuki Współczesnej.

### Kazimierz Dejmek (wrzesień–grudzień 2002)
1 września 2002 roku stanowisko dyrektora objął po raz trzeci Kazimierz Dejmek. Zmarł w trakcie prób do „Hamleta”, którego premierą planował świętować powrót do macierzystego teatru. Spektakl dokończył Maciej Prus.

### Janusz Michaluk (2003–2008)
Wśród najważniejszych spektakli okresu dyrekcji Janusza Michaluka były: „Mistrz i Małgorzata” Michaiła Bułhakowa w reżyserii Andrzeja Marii Marczewskiego, wyreżyserowana przez Ryszarda M. Nyczkę farsa „Mayday” Raya Cooneya oraz „Chłopcy” Stanisława Grochowiaka w reżyserii Marka Pasiecznego, „Obrona Sokratesa” Platona w reżyserii zastępcy dyrektora ds. artystycznych Grzegorza Królikiewicza czy „Komedia omyłek” Szekspira w reżyserii Macieja Prusa nagrodzona Złotym Yorickiem za najlepszą inscenizację dzieł dramatycznych Williama Szekspira w sezonie 2004/2005.
Od lutego 2005 funkcję dyrektora artystycznego teatru pełnił Jerzy Zelnik. Z jego inicjatywy w teatrze powołano Scenę Młodych, w ramach której powstały spektakle „Bliżej” Patricka Marbera w reżyserii Karoliny Szymczyk i „Choroba młodości” Ferdinanda Brucknera w reżyserii Ireneusza Janiszewskiego oraz autorskie przedstawienie Michała Walczaka „Kac”.
W październiku 2007 roku uchwałą Rady Miejskiej w Łodzi Teatrowi Nowemu zostało nadane imię Kazimierza Dejmka.

### Zbigniew Brzoza (2008–2009)
Zbigniew Brzoza zainaugurował swoją dyrekcję spektaklem „Brygada szlifierza Karhana” Vaška Kaňi w reżyserii Remigiusza Brzyka w listopadzie 2008 roku. Tygodnik „Polityka” okrzyknął spektakl Wydarzeniem Roku 2008, a dziennikarze przyznali mu Złotą Maskę dla najlepszego przedstawienie sezonu 2008/2009 na łódzkich scenach.

### Mirosława Marcheluk (2009–2010)
Przypadające na okres dyrekcji Marcheluk obchody 60-lecia Teatru Nowego uświetniły: wystawienie dramatu Maksyma Gorkiego „Na dnie” w reżyserii Ireneusza Janiszewskiego, retrospektywna wystawa fotograficzna oraz sympozjum środowiskowe „Doktryna Kazimierza Dejmka”.

### Zdzisław Jaskuła (2010–2015)
W okresie drugiej dyrekcji Jaskuły Nowy powrócił do korzeni, stając się ponownie zaangażowanym społecznie i światopoglądowo teatrem współczesnym. Na ten czas przypadają m.in. premiery sztuki Dario Fo „Kto nie ma, nie płaci” w reżyserii Piotra Bikonta, „Świętej Joanny szlachtuzów” Bertolta Brechta w reżyserii Jarosława Tumidajskiego, obsypanej nagrodami „Kobro” Małgorzaty Sikorskiej-Miszczuk w reżyserii Iwony Siekierzyńskiej, „Hotelu Savoy” – teatralnej instalacji Michała Zadary, zrealizowanej na podstawie powieści Józefa Rotha i nagrodzonej Energią Kultury dla najważniejszego łódzkiego wydarzenia kulturalnego 2012 roku, uhonorowanej Złotą Maską „Antygony” oraz „Dogville” Larsa von Triera w reżyserii Marcina Libera, „Balu w operze” na podstawie poematu Juliana Tuwima w reżyserii Darii Anfelli i Lecha Raczaka czy „Ziemi obiecanej” Reymonta w reżyserii Remigiusza Brzyka.

### Krzysztof Dudek (2016–2020)
Po śmierci Zdzisława Jaskuły w październiku 2015 roku dyrekcję teatru objął Krzysztof Dudek. Funkcje dyrektorów artystycznych sprawowali w tym czasie Andrzej Bart (do 2018 roku) i Maciej Wojtyszko (od 2018 roku).
Na ten okres datują się premiery „Utraconej czci Barbary Radziwiłłówny” na podstawie sztuki Alojzego Felińskiego w reżyserii Agaty Puszcz; „Komeda” w reżyserii Leny Frankiewicz z tekstem Jarosława Murawskiego czy „Humanki” tej samej reżyserki.
W ramach projektu „Łódź stolicą awangardy” Nowy wystawił „Szewców” Witkacego w opracowaniu i reżyserii Jerzego Stuhra; w ramach współpracy z Teatrem IMKA „Wiele demonów” Jerzego Pilcha w reżyserii i adaptacji Mikołaja Grabowskiego; w ramach koprodukcji z Festiwalem Łódź Czterech Kultur: „Antygonę w Nowym Jorku” Janusza Głowackiego w reżyserii Andrzeja Szczytki oraz widowisko „Gala ’68. Wolność to luksus” w reżyserii Agnieszki Jakimiak.
W 2019 roku Minister kultury i dziedzictwa narodowego, Piotr Gliński, nadał teatrowi Srebrny Medal „Zasłużony Kulturze Gloria Artis” z okazji 70-lecia istnienia.

### Dorota Ignatjew (2021-2024)
15 lutego 2021 roku w drodze konkursu stanowisko dyrektorki Teatru Nowego objęła Dorota Ignatjew, wcześniej dyrektorka artystyczna Teatru Zagłębia w Sosnowcu i dyrektorka Teatru Osterwy w Lublinie. Zgodnie z koncepcją programową Ignatjew Teatr Nowy – zachowując szacunek do tradycji – miał podejmować istotne problemy współczesności, mówić o kondycji człowieka w świecie i odważnie sięgać po nowe środki wyrazu.
Ważne miejsce w programie zajmował projekt „Nowy i Młodzi”, skierowany do studentów i studentek oraz młodych absolwentów i absolwentek szkół teatralnych. W ramach projektu powstały m.in. „Ludowa Historia Polski” w reżyserii Piotra Pacześniaka z dramaturgią Wery Makowskx, „Wszyscy jesteśmy dziwni” – zrealizowany na podstawie reportażu Karoliny Sulej spektakl w reżyserii Olgi Ciężkowskiej z dramaturgią Anna Mazurek, nagrodzony za reżyserię i dramaturgię w Ogólnopolskim Konkursie na Wystawienie Polskiej Sztuki Współczesnej oraz Grand Prix Festiwalu 13. Koszalińskie Konfrontacje Młodych „M-TEATR, partycypacyjny spektakl „Praktyka widzenia” w reżyserii Wojtka Rodaka z tekstem Michała Buszewicza, „Smoleńsk Late Night Show” w reżyserii Jakuba Zalasy z tekstem Piotra Pacześniaka czy „Carmen” Anny Obszańskiej z dramaturgią Błażeja Biegasiewicza. Poza projektami z cyklu „Nowy i Młodzi” na Małej Scenie reżyserowały: Agata Biziuk („Beze mnie jesteś nikim”) oraz Agnieszka Jakimiak i Mateusz Atman („Mój pierwszy rave”).
Na Dużej Scenie za kadencji Doroty Ignatjew reżyserowali: Remigiusz Brzyk („1968 // biegnij, mała, biegnij”, „Śmierć komiwojażera”), Cezary Tomaszewski („Wielki Teatr Świata” Calderóna de la Barki), Radosław Rychcik („Don Juan” Moliera), Tomasz Śpiewak („Kocha, nie kocha” na podstawie cyklu pieśni Franza Schuberta „Piękna młynarka”), Robert Talarczyk („Hamlet we wsi Głucha Dolna” Ivo Bresana), Wiktor Rubin („Dobrze ułożony młodzieniec” z tekstem Jolanty Janiczak), Przemysław Dąbrowski („My, psy w kosmosie”), Michał Buszewicz („Śmieszy cię to?”) i Justyna Łagowska („Tajemniczy ogród”).

### Marcin Brzozowski (2024-...)
Z początkiem września 2024 roku Prezydent Miasta Łodzi Hanna Zdanowska powołała na funkcję pełniącego obowiązki dyrektora Teatru Nowego Marcina Brzozowskiego.

## Gmach Teatru Nowego
Budynek teatru otworzono 1 września 1912 i funkcjonował wówczas jako Teatr „Scala”. Wybudował go adwokat Stefan Kobyliński przy udziale Eugeniusza Gundelacha. Do roku 1933 teatr był wynajmowany zespołom żydowskim i teatrzykom variété. W 1933 roku w budynku siedzibę znalazł Teatr Miejski. Podczas okupacji niemieckiej Łodzi, w styczniu 1940 roku, rozpoczął działalność niemiecki Theater zu Litzmannstadt, którego główną siedzibą po rozbudowie gmachu miał zostać dawny Teatr Miejski. Prace przerwano w roku 1942, a przed wyzwoleniem pożar strawił część budowli.
W roku 1947 budynek przekazano Towarzystwu Społeczno-Kulturalnemu Żydów z przeznaczeniem na siedzibę Teatru Żydowskiego. Tuż przed oddaniem budynku do użytku został tu również przeniesiony zespół Teatru Nowego (początkowo zespół działał w gmachu Domu Żołnierza przy ul. Daszyńskiego 34, dziś ul. Tuwima), a wspólna inauguracja działalności obu teatrów odbyła się 4 lutego 1951. Oba zespoły dzieliły budynek do roku 1955, kiedy Teatr Żydowski został przeniesiony do Warszawy. Pozostałością po czasach, gdy w budynku działały dwie instytucje teatralne, są dwa oddzielne wejścia od ul. Więckowskiego, oddzielne kasy i gabloty na afisze. W latach 1954–1966 prezentowano tu również spektakle Opery Łódzkiej.
W roku 1957, w budynku dawnego magazynu kostiumów Teatru Żydowskiego, utworzono Małą Scenę, którą po przebudowie w latach 1958–1960 nazwano Małą Salą. W latach 1993–1998 przeprowadzono generalny remont budynków teatru.

## Sceny Teatru Nowego
- Duża Scena (ul. Więckowskiego 15) posiada dwupoziomową, klimatyzowaną widownię, mogącą pomieścić 380 widzów. Jest wyposażona w moduł obrotowy, system zapadni, fosę dla orkiestry oraz nowoczesny sprzęt nagłaśniający i oświetleniowy.
- Mała Scena (ul. Zachodnia 93) ma charakter studyjny. Na widowni może zasiąść od 100 do 150 osób[19].

## Archiwum Teatru Nowego
Archiwum Teatru Nowego im. Kazimierza Dejmka w Łodzi jest jednym z największych archiwów teatralnych w Polsce. Gromadzi materiały dotyczące wszystkich spektakli od czasu powstania Teatru w 1949 roku: fotosy, zapisy dźwiękowe i filmowe ze spektakli, partytury muzyki teatralnej, egzemplarze sceniczne sztuk, nagrody, dyplomy i nagrody, plakaty, afisze, biogramy aktorów i dyrektorów, pamiątki i elementy scenografii.
W 2018 roku Teatr otrzymał dotację Ministra Kultury i Dziedzictwa Narodowego na digitalizację i udostępnienie zasobów archiwalnych. W ramach zadania dokonano cyfryzacji zdjęć archiwalnych i egzemplarzy scenicznych spektakli „Historya o chwalebnym Zmartwychwstaniu Pańskim”, „Dialogus de passione”, „Obrona Sokratesa”, „Uciechy staropolskie”, „Ciemności kryją ziemię” i innych, oraz przeprowadzono kwerendy zasobów archiwalnych Biblioteki Narodowej, WFDiF oraz Radia Łódź.

## Zespół aktorski w sezonie 2024/2025

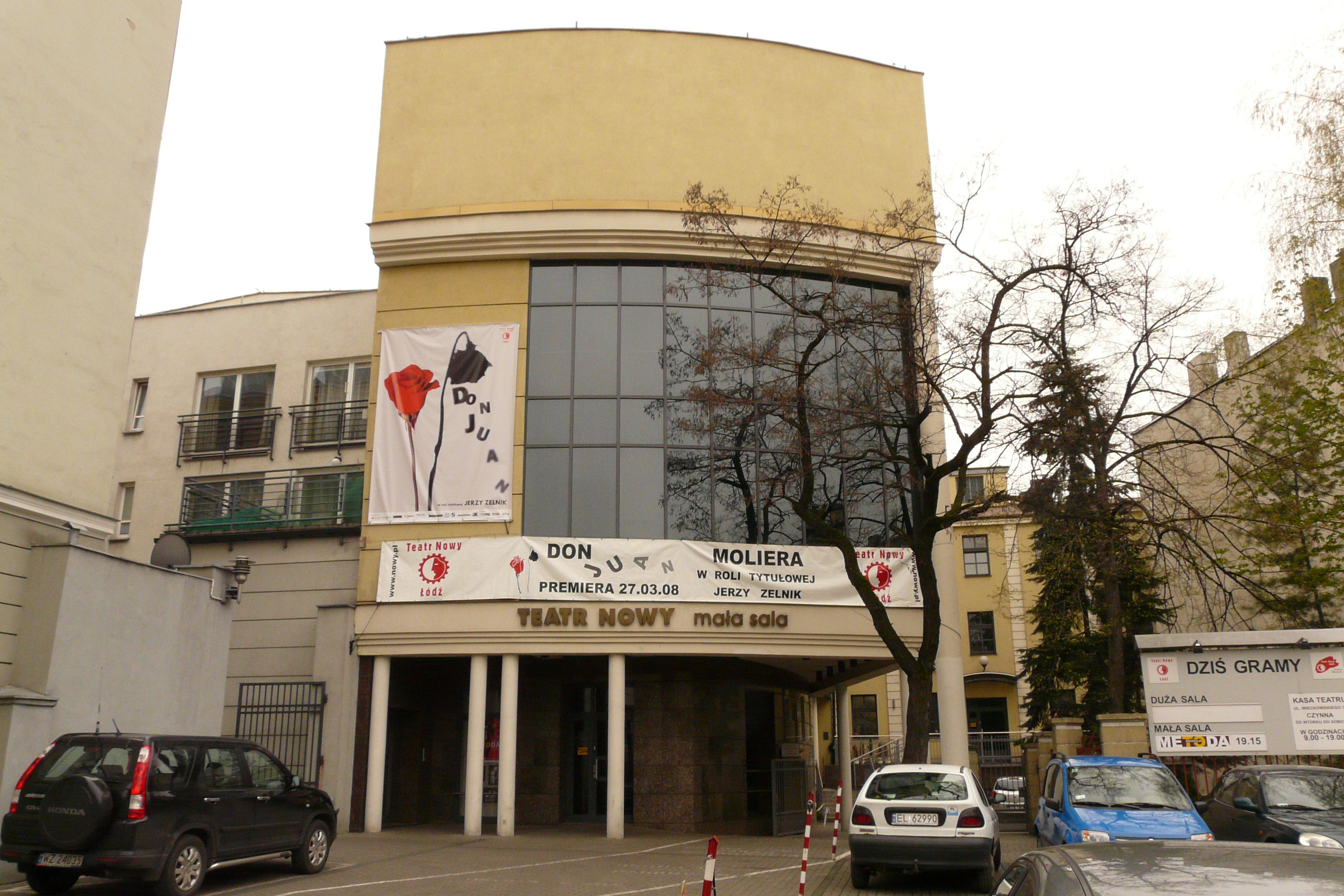
Mała Sala; ul. Zachodnia

## Zespół aktorski w sezonie 2024/2025[21]
- Paweł Audykowski[22]
- Michał Badeński
- Karolina Bednarek
- Monika Buchowiec
- Przemysław Dąbrowski
- Barbara Dembińska
- Maria Gładkowska
- Łukasz Gosławski
- Jolanta Jackowska
- Malwina Jelistratow
- Magdalena Kaszewska
- Gracjan Kielar
- Maciej Kobiela
- Agnieszka Korzeniowska
- Paweł Kos
- Dariusz Kowalski
- Edmund Krempiński
- Michał Kruk
- Tomasz Kubiatowicz
- Halszka Lehman
- Konrad Michalak
- Adam Mortas
- Mirosława Olbińska
- Wojciech Oleksiewicz
- Krzysztof Pyziak
- Rozalia Rusak
- Kamila Salwerowicz
- Piotr Seweryński
- Damian Sosnowski
- Sławomir Sulej
- Paulina Walendziak
- Antoni Włosowicz
- Katarzyna Żuk

## Osoby współpracujące z teatrem

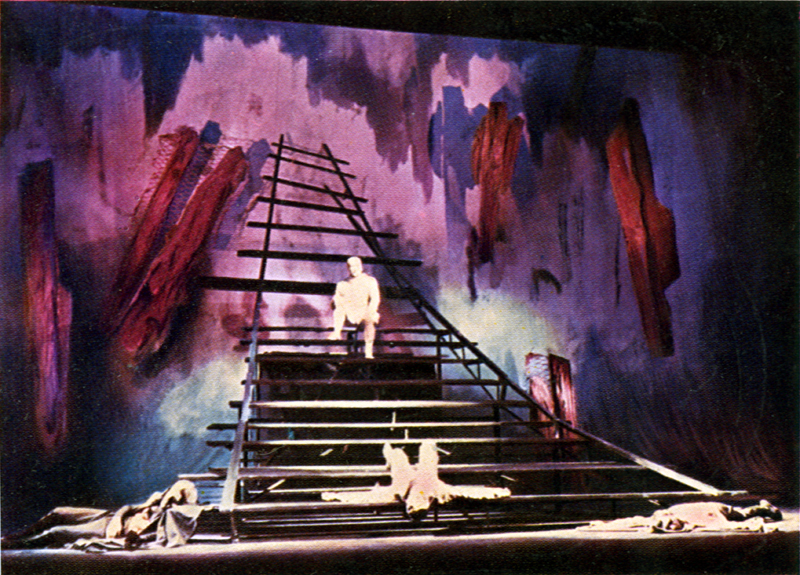
Nie-Boska komedia, inscenizacja Bohdan Korzeniewski, scenografia Józef Szajna, 1959

| - Bogdan Baer - Marek Barbasiewicz - Hanna Bedryńska - Ludwik Benoit - Stanisław Brejdygant - Jacek Chmielnik - Marek Cichucki - Ryszard Dembiński - Władysław Dewoyno - Barbara Dziekan - Krystyna Feldman - Maria Gładkowska - Mikołaj Grabowski - Maciej Grzybowski - Dymitr Hołówko - Barbara Horawianka - Emil Karewicz - Janusz Kłosiński - Jan Kobuszewski - Piotr Krukowski - Julia Krynke - Gustaw Lutkiewicz - Ignacy Machowski - Jan Machulski - Bohdana Majda - Andrzej May - Teresa Makarska - Zygmunt Malawski - Mirosława Marcheluk - Ryszard Mróz - Tadeusz Schmidt - Małgorzata Skoczylas - Bogusław Sochnacki - Andrzej Szczytko - Irena Szewczyk - Mieczysław Voit - Dariusz Wiktorowicz - Zygmunt Zintel - Piotr Bikont - Stanisław Brejdygant - Zbigniew Brzoza - Kazimierz Dejmek - Mikołaj Grabowski - Zygmunt Hübner - Marcin Jarnuszkiewicz - Łukasz Kos - Bohdan Korzeniewski - Maciej Prus - Andrzej Szczytko - Janusz Warmiński - Jerzy Zegalski - Henri Poulain - Robert Janson - Witold Krzemieński - Tomasz Kiesewetter - Andrzej Bart - Tadeusz Słobodzianek |